# Lago Esmeralda (Del Salto)
El lago Esmeralda es un cuerpo de agua superficial léntico perteneciente a la cuenca del río Baker y está ubicado 7 km al sur de la localidad de Cochrane en la Región de Aysén de Chile.

## Ubicación y descripción
Tiene un espejo de agua que cubre un área de 7,5 km².: 568 

## Hidrografía
Su desagüe natural es el río del Salto, pero esto ocurre cunando caen intensas lluvias.: 569 

## Población, economía y ecología
SERNATUR la describe como:: 35 
Este lago se localiza a orilla del camino austral, por lo que su acceso permite disfrutar sus aguas en actividades recreativas diversas como el baño en días calurosos. También es apto para la pesca recreativa embarcado, la observación del paisaje y el desarrollo de deportes náuticos como el kayak y remo en general.